# لويس فيليكس لوبيز
لويس فيليكس لوبيز هو كاتب إكوادوري، ولد في 25 أغسطس 1932 في Calceta ‏ في الإكوادور، وتوفي في 17 ديسمبر 2008 في غواياكيل في الإكوادور.